# Représentations diplomatiques au Danemark

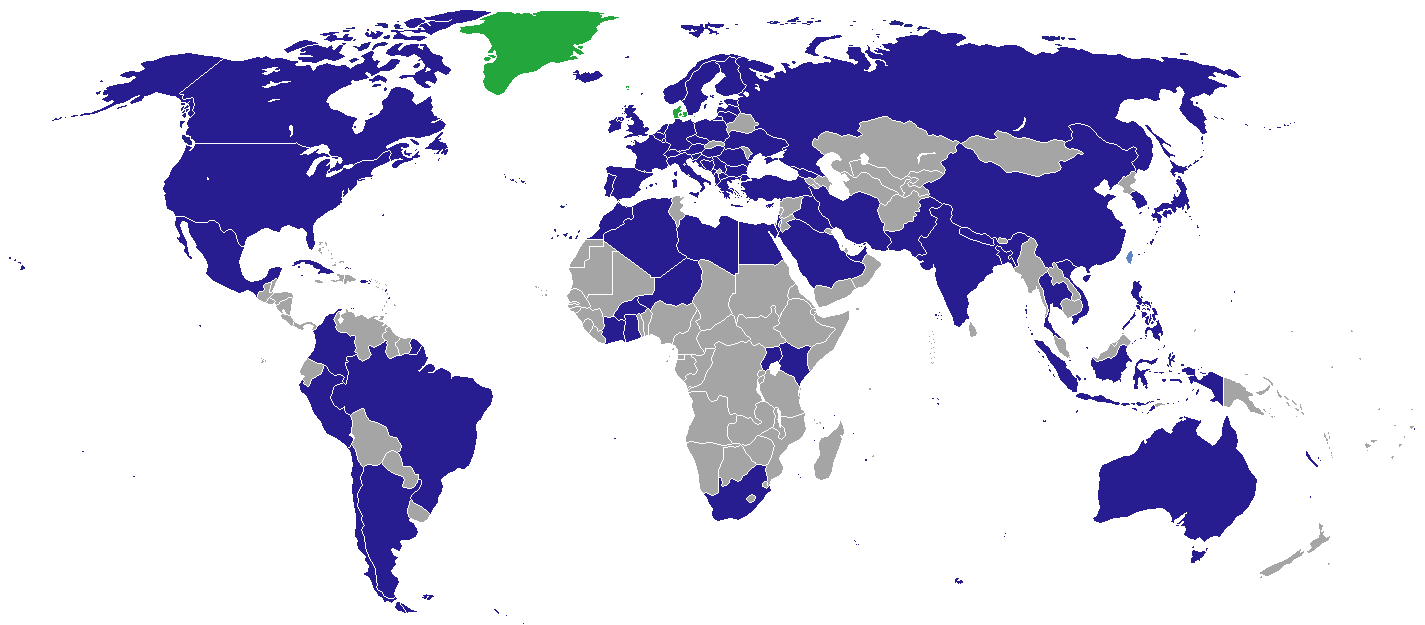
Carte des missions diplomatiques au Danemark

Les représentations diplomatiques au Danemark sont actuellement au nombre de 73. Il existe de nombreuses délégations et bureaux de représentations des organisations internationales et d'entités infranationales dans la capitale Copenhague.

## Ambassades à Copenhague
| - Albanie - Algérie - Argentine - Arménie - Australie - Autriche - Bangladesh - Belgique - Bénin - Bosnie-Herzégovine - Brésil - Bulgarie - Burkina Faso - Canada - Chili - Chine - Colombie - Croatie - Cuba - Chypre - Tchéquie - Égypte - Estonie - Finlande - France - Géorgie | - Ghana - Allemagne - Grèce - Hongrie - Islande - Inde - Indonésie - Iran - Irak - Irlande - Israël - Italie - Côte d'Ivoire - Japon - Lettonie - Libye - Lituanie - Luxembourg - Mexique - Maroc - Népal - Pays-Bas - Niger - Macédoine du Nord - Norvège | - Pakistan - Philippines - Pologne - Portugal - Roumanie - Russie - Arabie saoudite - Serbie - Slovaquie - Slovénie - Afrique du Sud - Corée du Sud - Espagne - Suède - Suisse - Thaïlande - Turquie - Ouganda - Ukraine - Émirats arabes unis - Royaume-Uni - États-Unis - Viêt Nam |